# Harvard (Illinois)
Harvard es una ciudad ubicada en el condado de McHenry en el estado estadounidense de Illinois. En el Censo de 2010 tenía una población de 9.447 habitantes y una densidad poblacional de 425,32 personas por km².

## Geografía
Harvard se encuentra ubicada en las coordenadas 42°25′51″N 88°37′7″O / 42.43083, -88.61861. Según la Oficina del Censo de los Estados Unidos, Harvard tiene una superficie total de 22.21 km², de la cual 22.21 km² corresponden a tierra firme y (0%) 0 km² es agua.

## Demografía
Según el censo de 2010, había 9.447 personas residiendo en Harvard. La densidad de población era de 425,32 hab./km². De los 9447 habitantes, Harvard estaba compuesto por el 71.55% blancos, el 0.9% eran afroamericanos, el 0.8% eran amerindios, el 0.74% eran asiáticos, el 0.06% eran isleños del Pacífico, el 22.95% eran de otras razas y el 3% pertenecían a dos o más razas. Del total de la población el 45.2% eran hispanos o latinos de cualquier raza.